# Менсиа, Карлос
Ка́рлос Менси́а (англ. Carlos Mencia; род. 1967 в Сан-Педро-Сула) — американский стендап-комик, актёр, сценарист и продюсер. Известен своими смелыми неоднозначными шутками на темы политики, рас, правосудия, социально-классового расслоения, национальных катастроф.

## Биография
Нед Арнел Менсиа (настоящее имя комика) родился 22 октября 1967 года в городе Сан-Педро-Сула, Гондурас. Был семнадцатым из восемнадцати детей (11 сестёр и 6 братьев) в семье. Отец — Роберто Холнесс, гондурасец, чьи предки были из Германии, Великобритании и Каймановых островов. Мать — Магделена Менсиа, мексиканка. На момент рождения Неда Арнела его родители находились в серьёзных разногласиях, поэтому по требованию матери ребёнок получил её фамилию, а не отца. Тем не менее сам будущий актёр до 18 лет звал себя Нед Холнесс.
В возрасте семи месяцев Менсиа переехал в Лос-Анджелес, где жил у тёти Консуэло и дяди Пабло, там же учился в школе (в 1979—1982 годах снова жил в Гондурасе), потом поступил в Калифорнийский университет, учился на электротехника, но бросил его, решив посвятить себя работе комиком на сцене после успеха в «Фабрике смеха» в конце 1980-х годов.
В 1990 году впервые появился в эпизодической роли на телеэкране, в 2002 году — дебют на широком экране, с 1994 года работает как сценарист, с 2005 года — как продюсер.

### Личная жизнь
Жена (с декабря 2003 года) — Эми, сын — Лукас Пабло Менсиа (род. 14 декабря 2006), семья живёт в Лос-Анджелесе.

## Критика
- С 2005 года разные комики регулярно обвиняют Карлоса Менсиа в плагиате («воровстве шуток»)[5][6][7][8][9]. Столь упорные обвинения послужили причиной того, что в эпизоде «Рыбные палочки» (2009) мультсериала «Южный парк» был показан Карлос Менсиа, утверждающий, что это именно он придумал «самую смешную шутку в мире». После того, как «автор» шутки не смог объяснить её значения и признался — Я действительно не смешной. Я просто беру шутки и перепаковываю их с мексиканским акцентом!, Менсиа был убит Канье Уэстом. Такая травля плохо повлияла на здоровье Менсиа, и он даже проходил курс психологического лечения[10].
- В 2007 году журнал «Максим» поместил Карлоса Менсиа на 12-е место в своём списке «Худшие комики всех времён»[11].
- В 2009 году в эпизоде «420» мультсериала «Гриффины» Питер Гриффин поместил Карлоса Менсиа на 12-е место (из 31) в своём списке «Знаменитости, которые мне не нравятся».
- В феврале 2009 года Карлос Менсиа был исключён из «Экипажа „Орфея“» Новоорлеанского карнавала[англ.] за шутку на тему урагана Катрина: — Я рад, что случился ураган Катрина. Он преподал нам важный урок: чернокожие не умеют плавать![12]
- В 2010 году газета The Wall Street Journal назвала Карлоса Менсиа, Дейна Кука и Джея Лено тремя самыми нелюбимыми комиками среди коллег по цеху[13].

## Избранная фильмография

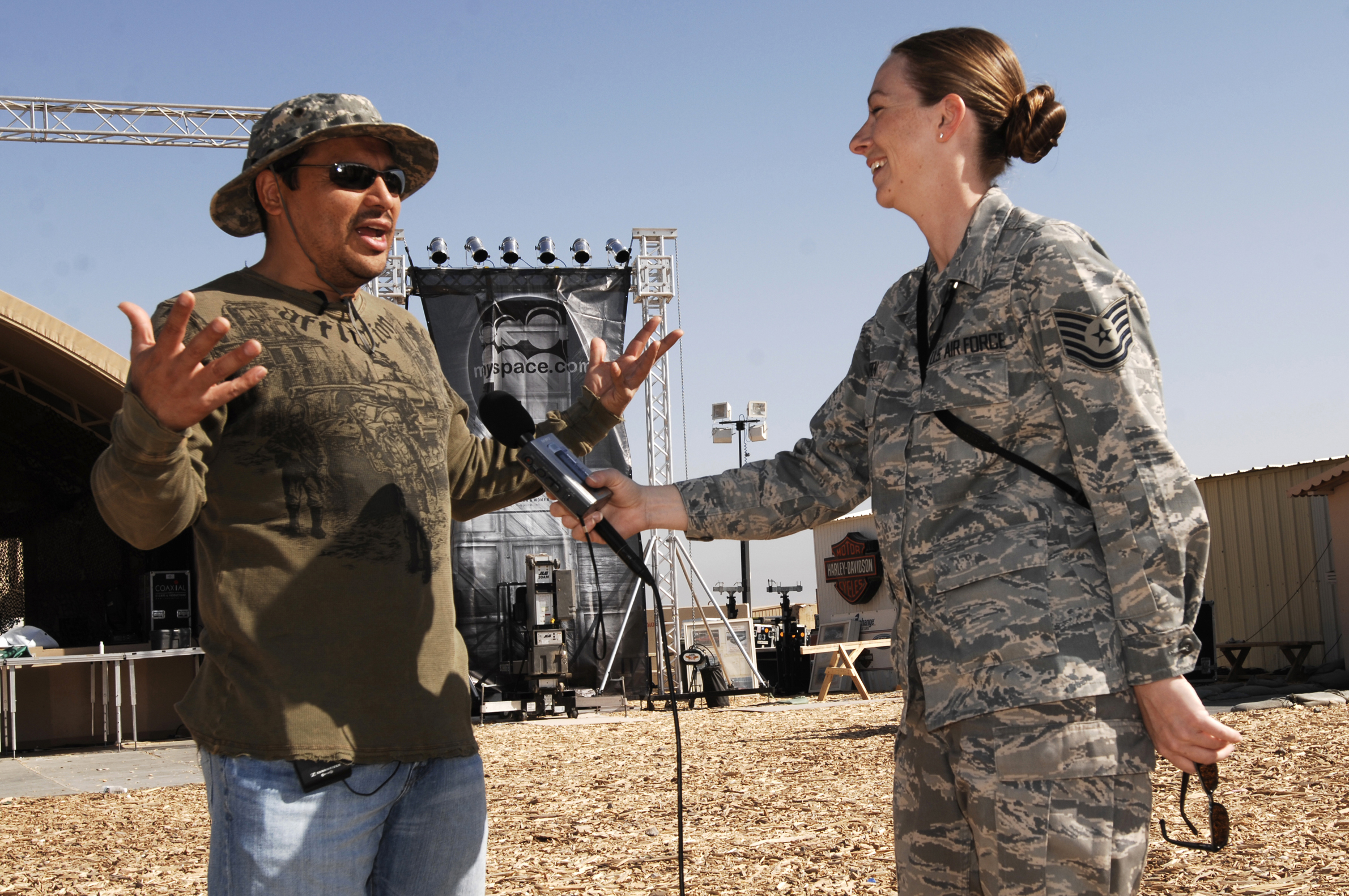
Военная журналистка берёт интервью у Карлоса Менсиа перед его выступлением в американском военном лагере. Район Персидского залива, март 2008.

### Актёр
- 1990 — В живом цвете[англ.] / In Living Color — Вэлет (в 1 эпизоде)
- 1999 — Мойша[англ.] / Moesha — Карлос (в 1 эпизоде)
- 2001 — Шоу Берни Мака[англ.] / The Bernie Mac Show — Чай (в 2 эпизодах)
- 2001—2005 — Гордая семья[англ.] / The Proud Family — Феликс Боливарде (озвучивание, в 23 эпизодах)
- 2002 — Щит / The Shield — Габо (в 1 эпизоде)
- 2002 — 29 пальм[англ.] / 29 Palms — комик
- 2005 — Кино о гордой семье[англ.] / The Proud Family Movie — Феликс Боливарде (озвучивание)
- 2006 — Фарс пингвинов / Farce of the Penguins — Хуан Санчес (озвучивание)
- 2006 — Мультреалити / Drawn Together — король Мексики (озвучивание, в 1 эпизоде)
- 2007 — Девушка моих кошмаров / The Heartbreak Kid — Тито
- 2010 — Семейная свадьба / Our Family Wedding — Мигель Рамирес

### Сценарист
- 2002 — Comedy Central представляет[англ.] / Comedy Central Presents (1 эпизод)
- 2005—2008 — ? / англ. Mind of Mencia (58 эпизодов)

### Продюсер
- 2005—2008 — ? / англ. Mind of Mencia (59 эпизодов)